# Love, Hate and Then There's You
Love, Hate and Then There's You den amerikanska garagerockgruppen The Von Bondies tredje studioalbum, utgivet den 3 februari 2009.

## Låtlista
Samtliga låtar skrivna av Jason Stollsteimer, om annat inte anges.
1. "This Is Our Perfect Crime" - 2:57
2. "Shut Your Mouth" - 2:22
3. "Pale Bride" - 2:55
4. "Only to Haunt You" - 3:13
5. "21st Birthday" - 3:18
6. "She's Dead to Me" - 1:24
7. "Chancer" - 3:35
8. "Blame Game" (Don Blum/Jason Stollsteimer) - 2:53
9. "I Don't Wanna" - 2:36
10. "Accidents Will Happen" - 2:45
11. "Earthquake" (Don Blum/Jason Stollsteimer) - 3:04
12. "Modern Saints" - 4:31